# Naravni rezervat za pande v Sečuanu
Naravni rezervat za pande v Sečuanu (poenostavljeno kitajsko: 四川大熊猫栖息地; tradicionalno kitajsko: 四川大熊貓棲息地; pinjin: Sìchuān Dàxióngmāo Qīxīdì), ki leži v jugozahodni kitajski provinci Sečuan, je dom več kot 30 % svetovnih orjaških pand in je med najpomembnejšimi lokacijami za vzrejo teh v ujetništvu. Obsega 9245 km2 s sedmimi naravnimi rezervati in devetimi slikovitimi parki v gorovjih Čjonglaj in Džjadžin. Poleg orjaške pande je zatočišče tudi za druge ogrožene vrste, kot so rdeči panda, snežni leopard in dimasti leopard. Zunaj tropskih deževnih gozdov je med botanično najbogatejšimi lokacijami na svetu in je dom med 5000 in 6000 vrstami rastlinstva. Ugotovljeno je bilo, da je regija podobna paleotropskim gozdovom iz obdobja paleogena in neogena. Zaradi svoje biotske raznovrstnosti in ohranjanja orjaških pand so bila ta zatočišča leta 2006 uvrščena na seznam svetovne dediščine UNESCO.

## Sestava
Sečuansko zatočišče za velike pande sestavlja osem naravnih rezervatov in devet slikovitih parkov.
- Osem naravnih rezervatov
  - Narodni naravni rezervat Wolong (kitajsko: 卧龙自然保护区)
  - Naravni rezervat Fengtongdžaj (kitajsko: 蜂桶寨自然保护区)
  - [[Naravni rezervat Mount Siguniang (kitajsko: 四姑娘山自然保护区)
  - Naravni rezervat reke Labe (kitajsko: 喇叭河自然保护区)
  - Naravni rezervat Anzihe (kitajsko: 鞍子河自然保护区)
  - Naravni rezervat reke Heishui (kitajsko: 黑水河自然保护区)
  - Džintang-Kong in naravni rezervat (kitajsko: 金汤—孔玉自然保护区)
  - Naravni rezervat Caopo (kitajsko: 草坡自然保护区)
- Devet slikovitih parkov
  - Mount Čingčeng-Namakalni sistem Dudžjangjan (kitajsko: 青城山—都江堰风景名胜区)
  - Slikovit park gore Tiantai (kitajsko: 天台山风景名胜区)
  - Slikovit park gore Siguniang (kitajsko: 四姑娘山风景名胜区)
  - Slikovit park Snežne gore Šiling (kitajsko: 西岭雪山风景名胜区)
  - Slikovit park gore Džiguan-Džjulonggou (kitajsko: 鸡冠山—九龙沟风景名胜区)
  - Slikovit park gore Džjadžin (kitajsko: 夹金山风景名胜区)
  - Slikovit park Mijaluo (kitajsko: 米亚罗风景名胜区)
  - Slikovit park Mt. Lingdžen-Mt. Dašue (kitajsko: 灵鹫山—大雪峰风景名胜区)
  - Slikovit park Mt. Erlang (kitajsko: 二郎山风景名胜区)

## Opis
Zavarovana območja so na zahodnem robu Sečuanske kotline v gorovju Čionglai (邛崃山, Čionglai Šan) in gorovju Džjadžin (夹金山, Džjadžin Šan), na prehodu iz Čengdujske nižine v planoto Činghaj-Tibet. Zavarovano območje sestavljeno iz sedem naravnih rezervatov (自然保护区) in devet slikovitih območij (风景名胜区), se raztezajo čez štiri upravne enote na ravni okrožij in pokriva površino 924.500 hektarjev (9.245 km²). Samo zavarovano območje obdaja 527.100 hektarjev (5271 km²) varovalnega pasu. Zavarovano območje zajema območja z višinsko razliko 5670 metrov, od subtropskega do zmernega in alpskega podnebnega pasu.

## Geografska razmejitev zavarovanih območij
Prvotno nominirano območje je vključevalo tudi mestna naselja, kmetijska zemljišča in nekatere večje infrastrukturne objekte. Po oceni oktobra 2005 je Svetovna zveza za varstvo narave (IUCN) priporočila delno revizijo meja zavarovanega območja. Kitajska stran je priporočila upoštevala in decembra 2005 vložila novo vlogo s spremenjenimi mejami. Spremembe so med drugim vključevale izključitev mest Volong (Šavan), Gengde in Jaodži ter bolj intenzivno obdelana območja. To je zmanjšalo skupno površino zavarovanega območja s prvotno ciljnih 9510 km² na 9245 km². UNESCO ni objavil kasnejših seznamov spremenjenih pogojev.

## Rastlinstvo in živalstvo
FRastlinstvo in živalstvo se odlikujeta po veliki raznolikosti, relativno visoki stopnji endemičnosti ter prisotnosti redkih in ogroženih vrst.

### Živalstvo
Območje je znano predvsem po populaciji orjaških pand. Orjaški panda je reliktna vrsta iz paleotropskih gozdov terciarnega obdobja in se je sčasoma razvila v edinstvenega specializiranega rastlinojedca iz reda mesojedcev. Prehranjuje se skoraj izključno z bambusom, njegov najljubši habitat pa so subtropski gorski gozdovi na nadmorski višini med 2200 in 3200 metri. Orjaški panda je edini predstavnik svoje družine in je uvrščen na rdeči seznam ogroženih vrst Svetovne zveze za varstvo narave (IUCN). Na Kitajskem uradno uživa najvišjo stopnjo zaščite. Leta 2003 je bilo število orjaških pand, ki so živeli na Kitajskem, ocenjeno na 1112 ± 240, od tega jih je bilo 907 ± 196 v provinci Sečuan, kar ustreza približno 82 %.
Poleg orjaške pande lahko tukaj najdemo tudi druge ogrožene sesalce, kot so rdeči ali mali panda, snežni leopard, dimasti leopard, zlata toponosa opica Rhinopithecus roxellana, Thoroldov jelen (Cervus albirostris) in sečuanski takin (Budorcas tibetana). Tukaj je bilo zabeleženih skupno 542 vrst vretenčarjev, vključno s 109 vrstami sesalcev v 25 družinah (kar ustreza več kot 20 % vseh sesalcev, ki jih najdemo na Kitajskem). Rezervat je znan tudi po bogatem ptičjem svetu. Zabeleženih je bilo 365 vrst ptic v 45 družinah (vključno z več endemičnimi vrstami, kot so kitajski monal (Lophophorus lhuysii), jerebica Tetraophasis obscurus, kitajski drozg in Moupinia poecilotis), od katerih tukaj gnezdi približno 300 vrst. Približno polovica plazilcev je endemičnih, kot so Japalura szechwanensis, Achalinus meiguensis, Leiolopisma monticola in Pareas chinensis.

### Rastlinstvo
Rastlinstvo vključuje med 5000 in 6000 vrst v več kot 1000 rodovih. Petdeset od teh je bilo opredeljenih kot endemičnih za Kitajsko, 67 pa jih uživa status zaščite (od leta 2006). Ta izjemno bogata flora je posledica velike podnebne in biogeografske raznolikosti območja, ki zajema zelo različna podnebna območja in tipe tal. Nekatere rastlinske vrste, kot je na primer Davidia involucrata, spadajo v reliktno floro in veljajo za "žive fosile".

## Vključitev na seznam svetovne dediščine UNESCO

### Vloga, evalvacija in vključitev
Leta 1986 je Ljudska republika Kitajska nominirala naravni rezervat Volong za vključitev na seznam svetovne dediščine UNESCO. Čeprav so izbirni odbori prepoznali potencial nominiranega območja za vključitev na seznam svetovne dediščine, je bila kitajska stran spodbujena, da vloži novo vlogo in da se to območje skupaj s sosednjimi zavarovanimi območji kot del celostnega koncepta razglasi za območje svetovne dediščine. Aprila 2005 je Ljudska republika Kitajska vložila vlogo pri Svetovni zvezi za varstvo narave (IUCN) za vključitev prej omenjenih zavarovanih območij. IUCN je o tej vlogi izdal poročilo 11. aprila 2006.

### Potres v Sečuanu leta 2008
Po hudem potresu v Sečuanu 12. maja 2008 je kitajska stran 17. junija 2008 od Odbora za svetovno dediščino prejela nujno pomoč v višini 40.000 ameriških dolarjev za oceno in po potrebi sanacijo škode, ki jo je potres povzročil na zavarovanih območjih.

### Ponovna ocena 2010 in pozneje
Od 12. do 17. aprila 2010 je delegacija Odbora za svetovno dediščino obiskala regijo in pripravila poročilo, o katerem so razpravljali na 34. zasedanju Odbora za svetovno dediščino v Brasílii od 25. julija do 3. avgusta 2010. Poročilo je v bistvu potrdilo, da je kitajska stran izvedla priporočila Odbora za svetovno dediščino. Vendar pa je kritiziralo pomanjkanje rednega spremljanja zavarovanih območij s strani kitajskega nadzornega organa. Odbor za svetovno dediščino ne prejema rednih poročil od zavarovanih območij, temveč ukrepa le, ko se prijavijo akutne težave. Drugo močno priporočilo je bilo, da se naravni rezervat Rongdžin vključi v naravno dediščino, saj predstavlja pomembno povezavo med zavarovanimi območji pand v gorovjih Čionglaj in Ljang.
Prvotno ime »Zavarovana območja sečuanskih velikih pand – gore Wolong, Siguniangshan in Jiajin« se je spremenilo v »Zavarovana območja sečuanskih velikih pand«. Glede potresa v Sečuanu je bila v rezervatih pand zabeležena le manjša škoda.
Na 36. zasedanju Odbora za svetovno dediščino v Sankt Peterburgu od 24. junija do 6. julija 2012 so bila zavarovana območja razglašena za »izjemno univerzalno vrednost«.